# Hypecoum torulosum
Hypecoum torulosum är en vallmoväxtart som beskrevs av A. Dahl. Hypecoum torulosum ingår i släktet fjärilsrökar, och familjen vallmoväxter. Inga underarter finns listade i Catalogue of Life.